# Liste der Gläser
Die Liste der Gläser fasst verschiedene Glasarten thematisch zusammen.

## Nach Art der Genese
- Natürliches Glas
  - Obsidian (vulkanischen Ursprungs)
  - Tektite und Impaktgläser (entstehen durch Meteoriteneinschlag)
  - Fulgurite (entstehen bei Blitzeinschlag)
  - Maskelynit, das in Meteoriten gefunden wird.
- Künstliches Glas

sowie
- Glasbildung durch Schmelze
- Glasbildung durch Schockwellen: Diaplektisches Glas z. B. bei einem Meteoriteneinschlag
- Glasbildung durch das Sol-Gel-Verfahren

## Nach Art des Chemismus
- Alkalisilikate (Wasserglas)* Kalk-Natron-Glas (für Flaschen und als Fensterglas)
- Alumosilikatglas
- Bleiglas (z. B. Bleikristallglas für Gläser, Fernsehtrichter)
- Borphosphatglas (Bortrioxid, Phosphorpentoxid)
- Borsilikatglas (für Laborgeräte, Kochgeschirr, optische Linsen)
- Fluoridglas
- Quarzglas
- als Sonderfall: Glaskeramik, (Lithiumoxid, Aluminiumoxid, Siliciumoxid)

## Nach Verwendung
- Bauglas
  - Türen- und Fensterglas (Flachglas), u. a. Milchglas, Irisglas, Butzenglas, Ornamentglas, Gartenblankglas, Waldglas, Brandschutzverglasung, Sonnenschutzglas, Glas mit selbstreinigenden Eigenschaften, Spiegelglas, Kathedralglas
  - Sicherheitsglas, u. a. Einscheiben-Sicherheitsglas, Verbund-Sicherheitsglas, Panzerglas, Drahtglas, Alarmglas
  - Profilglas
  - Betonglas
  - Glasbaustein
  - Rohrglas
- Optisches Glas, u. a. Brillenglas, Trübglas und Spiegelglas
- Trinkglas, u. a. Weinglas
- Glasauge

## Nach der Formgebung

### Hohlglas
- geblasenes oder geschleudertes Hohlglas: Behälterglas (verschließbar) wie z. B. Flaschen und Konservengläser, teilweise Trinkgläser
- Pressglas: z. B. Glasbausteine, Aschenbecher, teilweise Trinkgläser

### Flachglas
- Floatglas,
- Walzglas (z. T. auch Gussglas genannt),
- Ziehglas,
- gegossen Dallglas
- Antikglas

### Faserglas
- A-Glas (alkalihaltig)
- AR-Glas (alkaliresistente Faser)
- E-Glas (elektrisch isolierend)
- C-Glas (chemisch beständig)
- HM-Glas
- R-Glas (hochfeste Faser)
- S-Glas (hochfeste Faser)
- Glasfaserkabel
- Glaswolle

### Weitere Spezialgläser
- optische Gläser für Linsen, Ferngläser, Brillengläser
- Rohrglas

### Mundgeblasene und kunstgewerbliche Gläser
- Weingläser
- Dallglas
- Butzenscheiben
- Antikglas
- Glasauge

## Nach den Methoden der Nachverarbeitung

### Flachglas
- Temperglas
  - ESG: Einscheibensicherheitsglas
  - TVG: Teilvorgespanntes Glas
- VG: Verbundglas
  - VSG: Verbund-Sicherheitsglas
- Isolierglas: Mehrscheiben-Isolierglas (Wärmeschutzglas)
- Brandschutzverglasung
- Sonnenschutzglas
- Glas mit selbstreinigenden Eigenschaften
- Spiegelglas

### Faserglas
- Glasfaserverstärkter Kunststoff

## Nach ihren hergebrachten Handelsnamen
- Antikglas
- Diatretglas
- Flintglas (Bleiglas als optisches Glas)
- Hyalithglas (opakes Glas, im 19. Jahrhundert benutzt für Tafel- und Pharmaglas)
- Kristallglas
- Kronglas (optisches Glas)
- Kryolithglas (opakes, weißes Fluoridglas)
- Waldglas
- Uviolglas

## Markennamen verschiedener Gläser
- Duran (Glas) (Borosilikatglas der  Schott AG)
- Suprax (Borosilikatglas von Schott)
- Supremax (gewalztes Borsilikatglas der Schott AG)
- Borofloat (Borosilikat-Floatglas von Schott)
- Jenaer Glas (erstes Borosilikatglas von Schott)
- Pyrex (Borosilikatglas von Corning Inc.)
- Simax (Borosilikatglas)
- Eagle 2000 (hitzebeständiges Glas von Corning Inc.)
- Sekurit (Einscheiben-Sicherheitsglas der Compagnie de Saint-Gobain)
- Foturan (fotosensitives Glas)
- Fortadur (faserverstärktes Glas)
- Ceran (Glaskeramik der Schott AG)
- Zerodur (Glaskeramik von Schott, z. B. für Oberflächenoptiken)
- Sital (Glaskeramik für optische Gläser)
- Macor (spanend bearbeitbare Glaskeramik)

## Nach ihrer umgangssprachlichen Bezeichnung
- Irisglas
- Milchglas
- Panzerglas